# O czym szumią wierzby (film 1988)
O czym szumią wierzby (ang. Wind in the Willows) – australijski film animowany z 1988 roku wyprodukowany przez Burbank Films Australia. Animowana adaptacja utworu Kennetha Grahame'a o tej samej nazwie. Bohaterami opowieści są sympatyczni mieszkańcy lasu – Ropuch, Kret, Pan Borsuk i Szczur, którzy wspólnie przeżywają wiele zabawnych przygód.

## Wersja polska
Wersja wydana w serii Najpiękniejsze baśnie i legendy na DVD z angielskim dubbingiem i polskim lektorem.
- Dystrybucja: Vision